# Jelena Rozga
Jelena Rozga (ur. 23 sierpnia 1977 w Splicie) – chorwacka piosenkarka i tancerka.

## Życiorys
W wieku 6 lat zaczęła uczęszczać do szkoły baletowej. Po jej ukończeniu podjęła naukę w szkole baletowej w Zagrzebiu. Bardzo szybko stała się jedną z najlepszych tancerek na swoim roku. Wkrótce otrzymała zaproszenie na prestiżowy festiwal tańca i rozpoczęła studia w Scala Academy w Mediolanie. Była pierwszą studentką z byłej Jugosławii, która dostała się na te studia.
Równocześnie z nauką tańca rozwijała karierę piosenkarki. W 1995 roku wzięła udział w festiwalu Dora, gdzie z piosenką „Aha” zajęła drugie miejsce. Niebawem dołączyła do zespołu Magazin, a w 1996 pojawił się pierwszy album grupy z jej udziałem. Brała udział w wielu festiwalach i zdobyła liczne nagrody. Kontynuowała też karierę z zespołem Magazin. Zaczęła dawać koncerty nie tylko krajach bałkańskich, ale również w Szwajcarii, Niemczech, na Węgrzech, we Francji, Austrii i w Kanadzie.
W 2006 rozpoczęła karierę solową. Pierwsza solowa płyta nosiła tytuł Oprosti Mala. Wygrywała festiwale w Splicie w 2007, 2008 i 2011 roku. W 2011 wydała swój drugi solowy album Biżuterija. Utwór promujący płytę zyskał miano najlepszej piosenki w Chorwacji w 2010 roku.

## Dyskografia
- 1996 – Nebo boje moje ljubavi
- 1998 – Da si ti ja
- 2000 – Minus i plus
- 2001 – The best of br. 1
- 2001 – The best of br. 2
- 2002 – S druge strane mjeseca
- 2004 – Paaa..?
- 2006 – Oprosti mala
- 2006 – The platinum collection
- 2011 – Bižuterija
- 2016 – Moderna žena

## Festiwale
- 1996 – Dora 1996
- 1997 – Dora 1997
- 1999 – Melodije Jadrana 1999
- 2000 – Najveći hitovi vol.3
- 2000 – Split 2000
- 2000 – Tonika Hit No. 4
- 2003 – Hrvatski Radijski Festival 2003
- 2003 – Hrvatski Radijski Festival 2003 – 20 najboljih
- 2003 – Split 2003
- 2003 – Split 2003 Super 14
- 2005 – Dora 2005
- 2005 – Turky party – prvih 10 godina 1
- 2006 – Dora 2006
- 2006 – Split 2006
- 2007 – Dora 2007
- 2008 – Split 2008
- 2009 – Split 2009
- 2010 – Split 2010
- 2011 – Split 2011